# Люлин (квартал)
Вижте пояснителната страница за други значения на Люлин.
„Люлин“ е жилищен комплекс в София, наименуван на едноименната планина Люлин. Включен е в едноименния административен район „Люлин“ на Столичната община.
„Люлин“ е най-големият жилищен комплекс (комплекс с жилищни блокове) в България. По официални данни от 2001 г. жителите му са 121 234.

## Разположение
Люлин е разположен в северозападната част на София. Западно от квартала е околовръстният път и кв. Филиповци. Северно от комплекса е разположен квартал Обеля. На североизток от квартала, отвъд бул. „Европа“, е кв. „Модерно предградие“. На югоизток е Западен парк – един от големите градски паркове в София.

## История
В средата на 60-те години на ИПП „Софпроект“ е възложено проектирането на голям жилищен район за около 120 000 души в северозападната част на София на територията на тогавашния квартал Модерно предградие и на свободните площи около него. По онова време Модерно предградие е квартал, застроен с малоценен и силно амортизиран жилищен фонд и без почти никаква инфраструктура. Бъдещият комплекс получава името на съществуващия район и започва да се нарича ж.к. Модерно предградие.
Проектът за района е изготвен от колектив на „Софпроект“ с ръководител първоначално арх. Неделчо Паскалев, а впоследствие арх. Кирил Бочков и е завършен през 1969 г. Съгласно плана комплексът е трябвало да се състои от 11 микрорайона, организирани около две взаимно перпендикулярни главни пътни артерии (днешните булеварди „Царица Йоанна“ и „Панчо Владигеров“) и централна зона, в която да бъде построен главният административен и културен обществен център на района. В отделните микрорайони е предвидено изграждането на многоетажни паркинги за автомобилите на жителите, както и редица магазини, училища, детски градини, спортни съоръжения (стадион, плувен басейн и др.). Освен това планът предвижда и реконструкция на бул. „Баба Парашкева“/бул. „Вълчо Иванов“ (днес бул. „Европа“/бул. „Сливница“) по подобие на бул. „Цариградско шосе“ с изграждане на кръстовища на две нива без светофари за бързо и комфортно придвижване до центъра на града. В самия комплекс също са проектирани пътни съоръжения, облекчаващи движението (напр. кръстовището на двете главни улици е проектирано като кръгово, а при сегашната метростанция „Западен парк“ е предвиден пътен възел на две нива).
Съгласно проекта, цялото жилищно строителство в комплекса е трябвало да се изпълни по индустриализирани методи – главно едропанелно (около 70%), но също и с едроплощен кофраж (при сгради с повече от 9 етажа) и с пакетно-повдигани плочи. При изготвянето на подробните планове на отделните микрорайони, архитектите-проектанти се стараят по всякакъв начин да преодолеят еднообразието на панелните сгради, като раздвижват обемите на отделните секции (преместват ги по-напред или по-назад спрямо съседните и ги проектират с различна етажност).
Строителството в комплекса започва през 1973 г. Според плана панелните сгради в Люлин се строят по двете най-нови тогава номенклатури за панелно строителство, разработени през 1969 г. – Бс-69-Сф (разработена от ИПП „Софпроект“ и прилагана от ДК-1 „Военна рампа“) и Бс-2-69 (разработена от НипроИТИС като подобрение на по-старата Бс-2-64 и прилагана от ДК-2 „Земляне“). Строежът започва от трети микрорайон (с блок 318), а по-късно се навлиза във втори и в първи. Следват шести, четвърти, пети и седми. Всички тези микрорайони се строят на свободни площи и основното им изграждане завършва около 1978 – 1979 г. Около 1975 г. започва настаняването в готовите жилища. По това време се разкриват и първите автобусни линии от комплекса към пл. Сточна гара – автобуси 108, 109, 110 и 309.
В хода на строежа първоначалният проект е променен и броят на микрорайоните е намален от 11 на 10 (площта на днешните 8-и, 9-и и 10-и микрорайон бива разделена на три, вместо на четири). Променен е и планът на шести микрорайон (първоначално спортните съоръжения са предвиждани в западната му част откъм днешния бул. „Панчо Владигеров“, а жилищата са съсредоточени в източната, но според новия проект местата на двете зони се разменят). Междувременно (около 1976 г.) новият комплекс бива наречен „Люлин“. През 1978 г. се открива и първата тролейбусна линия до квартала (Люлин-1 – Сточна гара, по-късно удължена до Люлин-3). През 1980 г. автобусна линия 309 се преномерира на 112.
До първата половина на 80-те години са изградени и останалите три микрорайона (8-и, 9-и и 10-и), но част от тях (откъм бул. „Европа“) остава незавършена. Не се реализират предвидените спортни съоръжения, главният обществен център, многоетажните паркинги и реконструкцията на бул. „Баба Парашкева“ и бул. „Вълчо Иванов“. В този период (около 1986 г.) се откриват бързи автобусни линии по маршрутите на 109 и 110. Това са закритата през 1980 г. линия 309 и нова 310. През 1985 г. е открита и втората тролейбусна линия – тролейбус 7. През 1986 г. люлинчани са зарадвани с най-бързата автобусна линия „Експрес Люлин“. Линията има само две спирки – Кооперативен пазар, Лъвов мост. Впоследствие са добавени още две спирки – магазин Витоша и бул. Хр. Ботев. Линията е закрита през 1993 г. В края на 80-те е открито и трамвайното трасе на линия 21, впоследствие преномерирана на сегашната трамвайна линия 8. До изграждането на последните три микрорайона и на централната част на Люлин, на тяхно място все още е била южната част на кв. Модерно предградие, която е разрушена за да бъдат построени те. Впоследствие, кв. Модерно предградие остава само на север от бул. Баба Парашкева/Сливница.
Линията на метрото от жилищния комплекс до центъра е пусната в частична експлоатация през 1998 г., 19 години след първата копка. От септември 2009 г. метролинията от Люлин е удължена до жк. Младост-1, а от 31 август 2012 г. през метростанция Обеля е свързана с метролиния 2 минаваща през централна жп гара София, Национален дворец на културата до квартал Лозенец.

## Жилищно строителство
Жилищният комплекс е разделен на 10 микрорайона. Микрорайони 1 – 5 са разположени между Околовръстния път и бул. „Панчо Владигеров“, микрорайони 6 и 7 са южно от булевардите „Царица Йоанна“ и източно от „Панчо Владигеров“, а микрорайони 8 – 10 са между бул. „Европа“ и бул. „Царица Йоанна“ (бивш бул. „Пиротски“), под който минава Линия 1 на софийското метро.
Строителството в жк „Люлин“ е предимно едропанелно. Панелните блокове в комплекса са строени от началото на 70-те до средата на 90-те години на ХХ век и почти всички са от серии (номенклатури) Бс-2-69 и Бс-69-Сф. От серия Ос-68-Гл са т. нар. кипърски общежития в Люлин 1, както и няколко сгради за новобрачни семейства в Люлин 5, 6 и 7. ЕПК-блокове има почти във всички части на квартала, изключение прави само Люлин-8. ЕПК-сградите, които са от западната страна на бул. „Добринова скала“, (бивш „XXV конгрес на КПСС) са нови, но в тях няма ТЕЦ. Новото строителство е съсредоточено предимно в микрорайоните, през които минава Столичното метро и около центъра на комплекса. Стари тухлени блокове, строени преди 1990 г., се срещат изключително рядко. В североизточните части на Люлин-9 и Люлин-10, до границата с бул. „Сливница“ има еднофамилни къщи с дворове и няколко нови кооперации. В Люлин 8, около големите магазини „Билла“ и Технополис тече усилено строителство на нови жилищни сгради. В Люлин-3, Люлин-6 и Люлин-7 в последните години се разгърна строителство на офис и жилищни сгради. В останалите микрорайони от няколко години насам се строят самостоятелни търговски обекти.

## Номерация на жилищните сгради
Историята на ж.к. Люлин познава две системи за номериране на жилищните сгради в комплекса. Първата от тях е в сила до 1980 г. и обхваща сградите в изградените дотогава микрорайони (от първи до седми). Според тази система номерът на всеки блок се състои от две двуцифрени числа с тире помежду им. Разликата между двете числа показва броя на входовете в съответната сграда. Така например блок 17 – 19 има три входа (17, 18, 19). Изключение представляват едносекционните жилищни сгради (т.е. тези с по един вход), които се номерират само с едно двуцифрено число. Всеки отделен микрорайон има номерация, независима от тази на останалите, т.е. в два и повече микрорайона може да има блокове с еднакви номера.
През 1980 г. е отчетено, че тази система е твърде сложна и може да породи обърквания, поради което е безперспективна. Затова тя е заменена с единна номерация на блоковете за целия комплекс, която е в сила до днес; построените след 1980 г. микрорайони също се присъединяват към нея. Съгласно тази система номерът на всеки блок представлява трицифрено число, първата цифра от което показва номера на съответния микрорайон. Така, например, бл. 332 е в Люлин-3, бл. 629 е в Люлин-6, и т.н. По-различно е с микрорайони 1 и 10 – в Люлин-1 номерата са 0хх, а в Люлин-10 – 1хх. Някои от новопостроените в квартала жилищни сгради не получават номера.

## Транспорт
В Люлин с различен брой линии са представени всички видове обществен транспорт, функциониращи в София.
Входно-изходните пътни артерии на района са:
- тунелът „Люлин“ (бул. „Царица Йоанна“);
- кръстовището „Орион“, на което се събират 4 пътни артерии: бул. „Сливница“ (изток), бул. „Европа“ (запад), бул. „Д-р Петър Дертлиев“ (юг) и ул. „Адам Мицкевич“ (север);
- бул. „Сливница“ (връзка с кв. Гевгелийски, ж.к. Света Троица и централната градска част);
- бул. „Европа“ (западно продължение на бул. „Сливница“, прави връзка с главен път Е80 и гр. Божурище);
- бул. „Д-р Петър Дертлиев“ (бивш „Добринова скала“, обслужва квартала);
- ул. „Адам Мицкевич“ (продължение на бул. „Д-р Петър Дертлиев“ на север от Орион, прави връзка с кв. Бакърена фабрика и едноименния гробищен парк, ж.к. Връбница и ж.к. Надежда);
- ул. „Филиповско шосе“ (връзка с кв. „Филиповци“, гр. Банкя);
- бул. „Панчо Владигеров“ (обслужва квартала);
- ул. „Обелско шосе“ (северно продължение на бул. „Панчо Владигеров“, прави връзка с кв. Модерно предградие и ж.к. Обеля);
- бул. „Царица Йоанна“ (прави връзка с ж.к. Западен парк, централната градска част, Околовръстен път и автомагистрала „Люлин“).

Кварталът се обслужва от следните линии на градския транспорт:
- тролейбусни линии: 6, 7;
- трамвайна линия: 8;
- автобусни линии: 42, 47, 49, 54, 81, 82, 83, 108, 111, и 310;
- Електробус: 309
- На територията на жилищния комплекс са разположени и три метростанции от Първи метродиаметър на Софийското метро – „Западен парк“, „Люлин“ и „Сливница“.

Част от историята на ж.к. Люлин са автобусни линии 109 и 110 – закрити през 1990 г., „Експрес Люлин“ – закрита на 04.05.1993 г., 112 – закрита на 20.06.2000 г.,тролейбусни линии 10 и 12 (бивши 6а и 7а) – закрити на 01.05.1993 г., трамвайна линия 21 – преномерирана през 1995 г. на трамвайна линия 8.

## Образование, култура здравеопазване и администрация
Образователната система, решена на териториален принцип, по микрорайони, включва 11 обединени детски заведения (ОДЗ), 4 целодневни детски градини (ЦДГ) и комплекс за детско хранене.
Училищата в района са:
- 137 СОУ „Ангел Кънчев“ – 1-ви микрорайон, на ул. 335;
- 90 СОУ „Ген. Хосе де Сан Мартин“ – 2-ри микрорайон, на ул. 204;
- 33 ОУ „Санкт Петербург“ – 3-ти микрорайон, на ул. 307;
- 33 езикова гимназия „Света София“ – 3-ти микрорайон, на ул. 308;
- 96 СОУ „Лев Николаевич Толстой“ – 4-ти микрорайон, на ул. „Никола Беловеждов“;
- 97 СОУ „Братя Миладинови“ – 5-и микрорайон, на ул. „Кап. Иван Златев“;
- 27 СОУ „Акад. Георги Караславов“ – 6-и микрорайон, на ул. „Петър Горанов“;
- Частна немска езикова гимназия „Ерих Кестнер“ – 6-и микрорайон, ул. „полк. Никола Попов“
- 79 СОУ „Индира Ганди“ – 7-и микрорайон, на ул. 704;
- 56 СОУ „Проф. Константин Иречек“ – 8-и микрорайон, на ул. „Търново“;
- 40 СОУ „Луи Пастьор“ – 9-и микрорайон, на ул. „Иван Бойчев“;
- 37 СОУ „Райна Княгиня“ – 10-и микрорайон, на бул. „Луи Пастьор“.

На територията на комплекса се намира новопостроената църква „Св. Климент Охридски“ на ъгъла на булевардите „Панчо Владигеров“ и „Джавахарлал Неру“, Културен център „Люлин“ и четири читалища.
Жилищен комплекс „Люлин“ е един от кварталите с най-младо население в столицата. Жителите му ползват здравните услуги на 12-и Диагностично консултативен център, разположен в сградите на двете бивши поликлиники 26-а (2-ри микрорайон) и 12-а (9-и микрорайон), два стоматологични центъра, една частна клиника „Медива“ и множество лекари-специалисти с частна практика. В строеж е болница за спешна медицинска помощ в Люлин 6, на бул. д-р Петър Дертлиев.
Община „Люлин“ се намира в 3-ти микрорайон на бул. „Захари Стоянов“.

## Икономика и спорт
На територията на Люлин-7 (Люлин Център) се намират първата подобна на мол сграда (Силвър Център), както и големият открит басейн „Люлин Бийч“. В този микрорайон се намира и един от големите филиали на търговската верига „Фантастико“, който има и още един голям магазин в Люлин-1. До северния край на „Люлин“ в близост до метростанция „Сливница“, на бул. „Панчо Владигеров“ са разположени един до друг хипермаркети на строителната верига „Praktiker“ и ХИТ – филиал Връбница-Люлин. На бул. „Царица Йоанна“ до метростанция „Люлин“, в южната част на 8-и микрорайон са разположени хипермаркети на търговските вериги „Билла“ имаща още два магазина в квартала и „Технополис“. На същия булевард, близо до ул. „Луи Пастьор“ се намира и филиал на веригата магазини за бяла и черна техника „Зора“. До метростанция „Западен парк“ през септември 2014 г. е открит първият голям търговски център в западната част на София – Мега Мол, който е свързан чрез топла връзка със станцията. Мега Мол предлага над 100 магазина, ресторанти и кафетарии и разполага с близо 600 паркоместа с 4 часа безплатен паркинг. До същата метростанция се намират и едни от най-големите мебелни магазини в столицата – „Лабиринт“. На „Орион“ се намират ресторант от веригата Макдоналдс и мебелен магазин „Зона“, разположен на няколко етажа.
До кръстовището на булевардите „Джавахарлал Неру“, „Захари Стоянов“ и „Панчо Владигеров“, в югоизточната част на Люлин-3 и непосредствено до Люлин-4, Люлин-6 и Люлин-7 (Люлин Център), се намира един от най-големите кооперативни пазари в столицата – това място се приема за неофициален център на жилищния комплекс. Освен това там има и множество заведения за бързо хранене, кафенета и дискотека, както и супермаркет на търговската верига „Т Маркет“, имаща и още по един филиал в Люлин-2, Люлин-9 и Люлин-10. На юг от Кооперативния пазар има и голям мебелен магазин, разположен на бул. „Панчо Владигеров“ от източната страна на Люлин-4. На бул. „Петър Дертлиев“ 56 има хипермаркет „Кауфланд“, има и два магазина на „Лидл“.
Жилищния комплекс разполага още с няколко казина, билярден център и „Мега Екстрийм“ (център за забавления). В Люлин са разположени също и филиали на големите вериги магазини за бяла и черна техника „Технмарт“, един от двата магазина от веригата за строителни материали „Mr Bricolage“, наблизо са и „МЕТРО“-2, мебелен магазин „Айко“, „Техномикс“ и филиал на веригата за играчки и консумативи „Джъмбо“. В микрорайоните на комплекса са разпръснати десет бензиностанции от различни вериги, главно разположени около входно-изходните точки на комплекса. В района на квартала има и обособена промишлена зона.
През 2012 г. е създаден Волейболен клуб „Люлин“, който успя да издигне спорта в Люлин на друго равнище. Както и постига всяка година победи над именити отбори и успешни класирания в България.
През 1985 г. е създаден ФК Люлин, който понастоящем се състезава в столична областна група – юг (4-та дивизия). Домакинските срещи се играят на игрището във 2-ри микрорайон.

## Улици и произход на имената им
| Път                            | Наречен на                                                                                  | Местоположение |
| ------------------------------ | ------------------------------------------------------------------------------------------- | -------------- |
| „201“                          | –                                                                                           | Карта          |
| „209“                          | –                                                                                           | Карта          |
| „210“                          | –                                                                                           | Карта          |
| „211“                          | –                                                                                           | Карта          |
| „213“                          | –                                                                                           | Карта          |
| „3003“                         | –                                                                                           | Карта          |
| „3004“                         | –                                                                                           | Карта          |
| „3005“                         | –                                                                                           | Карта          |
| „301“                          | –                                                                                           | Карта          |
| „3011“                         | –                                                                                           | Карта          |
| „303“                          | –                                                                                           | Карта          |
| „304“                          | –                                                                                           | Карта          |
| „306“                          | –                                                                                           | Карта          |
| „308“                          | –                                                                                           | Карта          |
| „309“                          | –                                                                                           | Карта          |
| „310“                          | –                                                                                           | Карта          |
| „313“                          | –                                                                                           | Карта          |
| „317“                          | –                                                                                           | Карта          |
| „328“                          | –                                                                                           | Карта          |
| „329“                          | –                                                                                           | Карта          |
| „330“                          | –                                                                                           | Карта          |
| „331“                          | –                                                                                           | Карта          |
| „332“                          | –                                                                                           | Карта          |
| „338“                          | –                                                                                           | Карта          |
| „339“                          | –                                                                                           | Карта          |
| „340“                          | –                                                                                           | Карта          |
| „376“                          | –                                                                                           | Карта          |
| „380“                          | –                                                                                           | Карта          |
| „383“                          | –                                                                                           | Карта          |
| „389“                          | –                                                                                           | Карта          |
| „392“                          | –                                                                                           | Карта          |
| „397“                          | –                                                                                           | Карта          |
| „400“                          | –                                                                                           | Карта          |
| „401“                          | –                                                                                           | Карта          |
| „404“                          | –                                                                                           | Карта          |
| „405“                          | –                                                                                           | Карта          |
| „407“                          | –                                                                                           | Карта          |
| „409“                          | –                                                                                           | Карта          |
| „410“                          | –                                                                                           | Карта          |
| „413“                          | –                                                                                           | Карта          |
| „417“                          | –                                                                                           | Карта          |
| „419“                          | –                                                                                           | Карта          |
| „501“                          | –                                                                                           | Карта          |
| „502“                          | –                                                                                           | Карта          |
| „504“                          | –                                                                                           | Карта          |
| „506“                          | –                                                                                           | Карта          |
| „508“                          | –                                                                                           | Карта          |
| „601“                          | –                                                                                           | Карта          |
| „602“                          | –                                                                                           | Карта          |
| „604“                          | –                                                                                           | Карта          |
| „605“                          | –                                                                                           | Карта          |
| „606“                          | –                                                                                           | Карта          |
| „609“                          | –                                                                                           | Карта          |
| „612“                          | –                                                                                           | Карта          |
| „615“                          | –                                                                                           | Карта          |
| „617“                          | –                                                                                           | Карта          |
| „619“                          | –                                                                                           | Карта          |
| „620“                          | –                                                                                           | Карта          |
| „621“                          | –                                                                                           | Карта          |
| „703“                          | –                                                                                           | Карта          |
| „Александър Гиргинов“          | Александър Гиргинов (1879 – 1953), политик                                                  | Карта          |
| „Александър Грубчев“           | Александър Грубчев (1862 – 1913), офицер                                                    | Карта          |
| „Арх. Георги Ненов“            | Георги Ненов (1862 – 1935), архитект                                                        | Карта          |
| „Арх. Лазар Парашкеванов“      | Лазар Парашкеванов (1890 – 1977), архитект                                                  | Карта          |
| „Архиепископ Прохор Охридски“  | Прохор Охридски (? – 1550), духовник                                                        | Карта          |
| „Балатон“                      | Балатон, езеро в Унгария                                                                    | Карта          |
| „Батошево“                     | Батошево, село в Севлиевско                                                                 | Карта          |
| „Белинска равнина“             | ?                                                                                           | Карта          |
| „Беломорец“                    | „Беломорец“ (1912), вестник                                                                 | Карта          |
| „Беравица“                     | Беравица, река в района                                                                     | Карта          |
| „Борис Вазов“                  | Борис Вазов (1873 – 1957), политик                                                          | Карта          |
| „Бръшлянска низина“            | Бръшлянска низина, низина в Северна България                                                | Карта          |
| „Български праведници“         | Праведници на света, почетно звание в Израел                                                | Карта          |
| „Ванче Михайлов“               | Иван Михайлов (1896 – 1990), революционер                                                   | Карта          |
| „Ветрен“                       | ?                                                                                           | Карта          |
| „Виолета Ячкова“               | ?                                                                                           | Карта          |
| „Ганчо Георгиев“               | ?                                                                                           | Карта          |
| „Ген. Асен Николов“            | ?                                                                                           | Карта          |
| „Ген. Васил Кутинчев“          | Васил Кутинчев (1859 – 1941), генерал                                                       | Карта          |
| „Ген. Владимир Динчев“         | ?                                                                                           | Карта          |
| „Ген. Казимир Ернрот“          | Казимир Ернрот (1833 – 1913), финландски генерал                                            | Карта          |
| „Ген. Константин Константинов“ | ?                                                                                           | Карта          |
| „Ген. Михаил Савов“            | Михаил Савов (1857 – 1928), генерал                                                         | Карта          |
| „Ген. Никола Генев“            | Никола Генев (1856 – 1934), генерал                                                         | Карта          |
| „Гене Телийски“                | Гено Телийски (1830 – 1876), революционер                                                   | Карта          |
| „Генчо Стайнов“                | Генчо Стайнов (1884 – 1966), инженер                                                        | Карта          |
| „Георги Апостолов“             | ?                                                                                           | Карта          |
| „Георги Дражев“                | Георги Дражев (1848 – 1876), революционер                                                   | Карта          |
| „Георги Икономов“              | Георги Икономов (1846 – 1876), революционер                                                 | Карта          |
| „Годеч“                        | Годеч, град в Западна България                                                              | Карта          |
| „Гоце Делчев“                  | Гоце Делчев (1872 – 1903), революционер                                                     | Карта          |
| „Д-р Петър Дертлиев“           | Петър Дертлиев (1916 – 2000), политик                                                       | Карта          |
| „Д-р Стефан Черкезов“          | Стефан Черкезов (1937 – 1963), лекар                                                        | Карта          |
| „Денчо Фесчиев“                | ?                                                                                           | Карта          |
| „Джавахарлал Неру“             | Джавахарлал Неру (1889 – 1964), индийски политик                                            | Карта          |
| „Димитър Талев“                | Димитър Талев (1898 – 1966), писател                                                        | Карта          |
| „Добри Немиров“                | Добри Немиров (1882 – 1945), писател                                                        | Карта          |
| „Добринова скала“              | Добринова скала, връх в Люлин                                                               | Карта          |
| „Захари Стоянов“               | Захарий Стоянов (1850 – 1889), революционер и писател                                       | Карта          |
| „Златопласт“                   | ?                                                                                           | Карта          |
| „Иван Балабанов“               | ?                                                                                           | Карта          |
| „Иван Бойчев“                  | ?                                                                                           | Карта          |
| „Иван и Стиляна Параскевови“   | Иван Параскевов (1817 – 1895), общественик Стиляна Параскевова (1863 – 1932), общественичка | Карта          |
| „Илия Цанов“                   | Илия Цанов (1835 – 1901), политик                                                           | Карта          |
| „Индира Ганди“                 | Индира Ганди (1917 – 1984), индийски политик                                                | Карта          |
| „Инж. Георги Атанасов“         | Георги Атанасов (1874 – 1945), бизнесмен                                                    | Карта          |
| „Инж. Христо Проданов“         | Христо Проданов (1943 – 1984), алпинист                                                     | Карта          |
| „Инж. Цвятко Кадийски“         | Цвятко Кадийски (1903 – ?), инженер                                                         | Карта          |
| „Ицхак Грациани“               | Ицхак Грациани (1924 – 2003), израелски музикант                                            | Карта          |
| „Йордан Антонов“               | ?                                                                                           | Карта          |
| „Кап. Васил Данаджиев“         | Васил Данаджиев (1858 – 1885), офицер                                                       | Карта          |
| „Кап. Иван Златев“             | Иван Златев (1854 – 1885), офицер                                                           | Карта          |
| „Капитан Никола Божков“        | ?                                                                                           | Карта          |
| „Крим“                         | Крим, полуостров в Украйна                                                                  | Карта          |
| „Лозище“                       | ?                                                                                           | Карта          |
| „Луи Пастьор“                  | Луи Пастьор (1822 – 1895), френски химик и биолог                                           | Карта          |
| „Майор Никола Иванов“          | Никола Иванов (1861 – 1913), офицер                                                         | Карта          |
| „Майски ден“                   | ?                                                                                           | Карта          |
| „Македония“                    | Македония, историческа област в Югоизточна Европа                                           | Карта          |
| „Марко Рясков“                 | Марко Рясков (1883 – 1972), финансист                                                       | Карта          |
| „Матей Преображенски“          | Матей Преображенски (1828 – 1875), революционер                                             | Карта          |
| „Минск“                        | Минск, град в Беларус                                                                       | Карта          |
| „Митрополит Неофит Видински“   | Неофит Видински (1868 – 1971), духовник                                                     | Карта          |
| „Мичман Димитър Светогорски“   | Димитър Светогорски (1895 – 1918), офицер                                                   | Карта          |
| „Момково“                      | ?                                                                                           | Карта          |
| „Никола Беловеждов“            | Никола Беловеждов (1856 – 1930), революционер                                               | Карта          |
| „Никола Корчев“                | Никола Корчев (1836 – 1921), опълченец                                                      | Карта          |
| „Никола Обретенов“             | Никола Обретенов (1849 – 1939), революционер                                                | Карта          |
| „Николай Масалитинов“          | Николай Масалитинов (1880 – 1961), актьор                                                   | Карта          |
| „Околовръстен път“             | –                                                                                           | Карта          |
| „Орион“                        | „Орион“, подстанция в района                                                                | Карта          |
| „Панчо Владигеров“             | Панчо Владигеров (1899 – 1978), композитор                                                  | Карта          |
| „Партений Зографски“           | Партений Зографски (1818 – 1876), духовник                                                  | Карта          |
| „Патриарх Кирил“               | Кирил Български (1901 – 1971), духовник                                                     | Карта          |
| „Петър Бонев“                  | Петър Бонев (1837 – 1876), революционер                                                     | Карта          |
| „Петър Горанов“                | ?                                                                                           | Карта          |
| „Полк. Никола Попов“           | ?                                                                                           | Карта          |
| „Полк. Петър Дървингов“        | Петър Дървингов (1875 – 1958), офицер                                                       | Карта          |
| „Полк. Стоян Топузов“          | Стоян Топузов (1864 – 1913), офицер                                                         | Карта          |
| „Поручик Григорий Загорски“    | ?                                                                                           | Карта          |
| „Поручик Иван Бойчев“          | ?                                                                                           | Карта          |
| „Поручик Коста Милев“          | ?                                                                                           | Карта          |
| „Преполац“                     | Преполац, село в Косово                                                                     | Карта          |
| „Проф. Александър Станишев“    | Александър Станишев (1886 – 1945), лекар и политик                                          | Карта          |
| „Проф. Асен Христофоров“       | Асен Христофоров (1910 – 1970), икономист и писател                                         | Карта          |
| „Проф. Васил Пеевски“          | Васил Пеевски (1905 – 1992), геодезист                                                      | Карта          |
| „Проф. Тодор Радославов“       | ?                                                                                           | Карта          |
| „Проф. Тошко Петров“           | Тошко Петров (1872 – 1942), лекар                                                           | Карта          |
| „Райко Даскалов“               | Райко Даскалов (1886 – 1923), политик                                                       | Карта          |
| „Своге“                        | Своге, град в Софийско                                                                      | Карта          |
| „Сидер Грънчаров“              | Сидер Грънчаров (1839 – 1876), революционер                                                 | Карта          |
| „Ситово“                       | Ситово, село в Силистренско                                                                 | Карта          |
| „Сливница“                     | Сливница, град в Софийско                                                                   | Карта          |
| „Стефана Клинчарова“           | ?                                                                                           | Карта          |
| „Стойчо Мошанов“               | Стойчо Мошанов (1892 – 1975), политик                                                       | Карта          |
| „Таньо Стоянов“                | Таньо Стоянов (1846 – 1876), революционер                                                   | Карта          |
| „Теодор Теодоров“              | Теодор Теодоров (1859 – 1924), политик                                                      | Карта          |
| „Тодор Г. Влайков“             | Тодор Влайков (1865 – 1943), писател и общественик                                          | Карта          |
| „Тодор Николов“                | ?                                                                                           | Карта          |
| „Тома Георгиев“                | ?                                                                                           | Карта          |
| „Тома Давидов“                 | Тома Давидов (1868 – 1903), офицер                                                          | Карта          |
| „Търново“                      | Велико Търново, град в Северна България                                                     | Карта          |
| „Филиповско шосе“              | „Филиповци“, квартал на София                                                               | Карта          |
| „Фортов път“                   | „Голяма Коньовица“, историческо укрепление в София                                          | Карта          |
| „Христо Иванов“                | ?                                                                                           | Карта          |
| „Христо Караминков“            | Христо Караминков (1846 – 1892), революционер                                               | Карта          |
| „Христо Фотев“                 | Христо Фотев (1934 – 2002), поет                                                            | Карта          |
| „Царица Йоанна“                | Йоанна Българска (1907 – 2000), царица на българите                                         | Карта          |
| „Цвети Иванов“                 | Цвети Иванов (1914 – 1950), политик                                                         | Карта          |
| „Цветница“                     | Цветница, празник                                                                           | Карта          |
| „Череша“                       | Череша, плод                                                                                | Карта          |
| „Чернигов“                     | Чернигов, град в Украйна                                                                    | Карта          |
| „Щастие“                       | Щастие, емоционално състояние                                                               | Карта          |
| „Юмрукчал“                     | „Ботев“, връх в Стара планина                                                               | Карта          |
| „Ялта“                         | Ялта, град в Украйна                                                                        | Карта          |

## Галерия
- Търговски комплекс „Силвър Сентър – Люлин“
- Храм „Св. Климент Охридски“ (1999)
- Басейн в Люлин
- Централата на Булгаргаз, 2-ри микрорайон
- Сграда в 5-и микрорайон
- Ново строителство в 6-и микрорайон
- Поглед от 6-и микрорайон